# Славац
Славац (хорв. Slavac) или Славич (хорв. Slavić) — правитель Хорватии в 1074—1075 годах.
Когда умер король Петар Крешимир IV, в стране вспыхнула междоусобица, и часть хорватской знати, настроенная против претендовавшего на трон Дмитара Звонимира, избрала королём бана Славаца.
Эти выборы против воли папы и пожеланий богатых далматинских городов привели к тому, что против Славаца были призваны норманнские силы. Согласно сообщению старой хорватской хроники, Славац был разбит на Рабе и брошен в тюрьму. Современные исследователи считают, что в этом сообщении идёт речь о поражении на Рабе Петара Крешимира, а Славац упомянут ошибочно. Славац назван королём всего в нескольких документах и фактически не правил. Период междуцарствия 1074—1075 годов завершился утверждением на троне Дмитара Звонимира при поддержки папы Григория VII. Звонимир был коронован в Салоне 8 октября 1076 года посланцем папы.